# Félix Gaillard

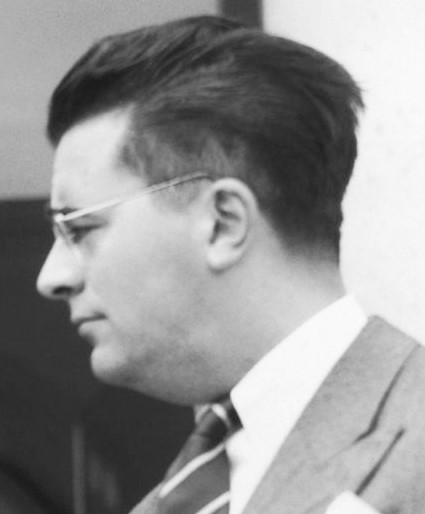
Félix Gaillard (1952)

Félix Gaillard, vollständig Félix Gaillard d’Aimée (* 5. November 1919 in Paris; † 10. Juli 1970 vor der Küste von Jersey), war ein französischer Politiker des Parti radical. Er war von November 1957 bis April 1958 Premierminister von Frankreich.

## Politiker
Felix Gaillard wurde als Sohn eines wohlhabenden Bergwerksdirektors in Paris geboren. Hier besuchte er auch die höhere Schule. Im Anschluss an den Schulabschluss nahm er ein Studium der Rechtswissenschaften und der Nationalökonomie an der Sorbonne in Paris auf. Noch während seines Studiums hatte er sich 1940 im Zweiten Weltkrieg der Résistance angeschlossen und stieg zum Vertrauten von Alexandre Parodi (1901–1979) auf. Hier wirkte er bis zur Befreiung Frankreichs von der deutschen Besetzung als Sekretär des illegalen Leitungskomitees und Mitglied des Finanzausschusses der Résistance.
Den Hochschulabschluss legte Félix Gaillard 1943 im Fachgebiet Finanzökonomie mit Auszeichnung ab. Bereits 1945 wurde er durch den damaligen Kabinettschef der französischen Regierung Jean Monnet (1888–1979) zur Ausarbeitung des ersten 5-Jahres-Plans für eine Modernisierung der französischen Industrie herangezogen. Daneben war er seit 1944 an der Seite von Jean Monnet politisch tätig und arbeitete mehrere Jahre als dessen Kabinettschef. Er beteiligte sich 1946 an den Wahlen zur Nationalversammlung als Kandidat im Département Charente und wurde Abgeordneter der Parti radical in der Nationalversammlung. Den Sitz behielt er bis an sein Lebensende. Bereits in dieser Legislaturperiode wurde er als Unterstaatssekretär für Wirtschaft in die Regierung von G. Robert Schuman einbezogen. Seit 1947 gehörte er mehreren Regierungen der IV. Republik als Staatssekretär für Finanz- und Wirtschaftsfragen an. 1949 war er Mitglied der parlamentarischen Versammlung des Europarates. Und seit den frühen 1950er Jahren setzte er sich für die Nutzung der Atomenergie ein.
Als Leiter der französischen Delegation bei den Verhandlungen über den Gemeinsamen Markt und die EURATOM 1955 konnte Félix Gaillard deutlich Einfluss nehmen auf die Ausgestaltung der zukünftigen Wirtschaftsbeziehungen zwischen den Mitgliedern der Europäischen Gemeinschaft. Im Juni 1957 wurde er Finanz- und Wirtschaftsminister unter Maurice Bourgès-Maunoury, dieser trat aber bereits nach 100 Tagen wieder zurück. In dieser Zeit und auch den Folgeregierungen setzte er sich bei den jeweiligen Verhandlungen um den Haushaltsplan energisch für deutliche Sparmaßnahmen des französischen Staates ein. Erst als er mit seinem Rücktritt drohte, gelang es ihm, diese Positionen auch in der aktiven Politik durchzusetzen. So verfügte er am 11. August 1957 mit Billigung des Internationalen Währungsfonds eine Abwertung des Franc um 20 %.

## Premierminister
Vom 6. November 1957 bis zum 15. April 1958 stand Félix Gaillard selbst als bislang jüngster Premierminister an der Spitze einer der kurzlebigen französischen Regierungen der IV. Republik. Die schwierige Regierungsbildung hatte 35 Tage gedauert. Aber im Gegensatz zu seinen beiden mit der Regierungsbildung beauftragten Vorgängern, Pinay und Mollet, gelang es ihm, ein tragfähiges Regierungsteam zusammenzustellen und die Mehrheit zu erringen. Mit 337 Stimmen gegen 173 Stimmen wurde ihm daraufhin die Investitur erteilt. Nach seinem Amtsantritt kündigte er drastische Maßnahmen zur Verbesserung des Wirtschafts- und Finanzsektors an. Aber genau wie seine Vorgänger gelang es ihm nicht, daraus tragfähige Reformen für die Verbesserung der Wirtschafts- und Sozialstruktur zu erreichen. Außerdem wurde seine Amtszeit, wie die seiner Vorgänger und Nachfolger, vom Algerienkrieg überschattet. Der Luftangriff auf das tunesische Dorf Sakiet Sidi Youssef am 8. Februar 1958 erregte international großes Aufsehen. Das brachte ihn in starke Bedrängnis und löste auch in Frankreich eine politische Krise aus. Nach diesem Vorfall sah er sich gezwungen, eine Vermittlung der USA und Großbritanniens im Algerienkrieg zu akzeptieren. Das Dreiertreffen fand kurz darauf in Gaillards Privathaus in Barbezieux statt.
Beides kostete Félix Gaillard die Unterstützung einiger Abgeordneter und der Öffentlichkeit, so dass er am 15. April 1958 zurücktrat. Als am 13. Mai 1958 sein Nachfolger Pierre Pflimlin vom Parlament bestätigt werden sollte, hatte gerade der Putsch in Algier stattgefunden. Als noch amtierender Regierungschef beauftragte Gaillard General Raoul Salan, die Ordnung wiederherzustellen. In der Folgezeit sprach er sich für die Rückkehr Charles de Gaulles an die Macht aus, was dann auch so bis Ende 1958 vollzogen wurde.

## Letzte Jahre
Von 1958 bis 1961 war Félix Gaillard weiterhin Parteivorsitzender der Radikalsozialisten.

## Persönliches Leben
In der Zeit seiner politischen Aufwärtsentwicklung heiratete er 1956 die Witwe des ehemaligen Ministers Raymond Patenôtre, Dolorès gebn. Delépine. Sie brachte zwei Kinder aus ihrer ersten Ehe mit in die Familie, und sie gemeinsam hatten im Anschluss selbst drei Töchter und einen Sohn.
Im Juli 1970 verunglückte Félix Gaillard mit der Jacht „Marie Grillon“ und drei weiteren Begleitern bei einer Bootstour auf dem Ärmelkanal in der Nähe von Jersey. Am 13. Juli 1970 wurde seine Leiche südlich von Jersey durch ein Rettungsboot geborgen. Die Untersuchung der verkohlten Trümmer der Jacht ließen den Schluss zu, dass an Bord eine Explosion stattgefunden hatte, die anschließend einen Brand des Schiffes auslöste. Gaillard wurde in Lachaise im Département Charente beerdigt.